# إلدار توبيتش
إلدار توبيتش مواليد 29 مايو 1983 في البوسنة والهرسك، جمهورية يوغوسلافيا الاشتراكية الاتحادية، هو لاعب كرة قدم بوسني. يلعب كمهاجم.

## المسيرة الاحترافية

### أندية لعب لها
- شتورم غراتس
- رابيد فيينا
- نادي دينامو زغرب
- نادي سانت بولتن
- أوستريا فيينا
- فيرست فيينا